# Тимощук, Борис Анисимович
Бори́с Ани́симович Тимощу́к (7 апреля 1919, с. Лука — 26 февраля 2003, Черновцы) — советский, украинский и российский археолог, краевед, доктор исторических наук. Исследователь древней истории восточных славян, истории Буковины. Основатель научной школы археологии в Черновицком университете; соорганизатор Украинского университета в Москве (1992), почётный председатель Украинского исторического клуба в Москве (1995—1997). Муж российского археолога Ирины Русановой.

## Биография
Родился в крестьянской семье, в селе Лука Лещинской волости Житомирского уезда Волынской губернии, ныне Житомирского района Житомирской области Украины.
Учился семь лет на рабфаке (среднее образование).
В 1933—1937 годах получил высшее образование на историческом факультете Житомирского педагогического института. После этого Наркомат образования УССР направил Бориса Анисимовича на учительскую работу в сельскую школу. В 1938—1939 годах заочно учился на историческом факультете Одесского педагогического института.
В 1939—1941 годах служил в Красной армии СССР. Участник советско-финской и Великой Отечественной войн. Участник обороны Киева. В 1943 году попал в немецкий плен. Находился в концлагерях «Майданек» и «Флоссенбюрг». Освободился из концлагеря во время восстания 1945 года.
С 1946 года — заведующий археологического отдела Бердичевского краеведческого музея и участник археологической экспедиции Гончарова.
В 1947—1968 годах — научный сотрудник, заведующий отделом, заместитель директора Черновицкого краеведческого музея.
В 1967 году защитил кандидатскую диссертацию «Северная Буковина IX—XIV вв. по археологическим данным» (научный руководитель — доктор исторических наук Василий Довженок).
В 1968—1979 годах — старший преподаватель, доцент, профессор кафедры истории СССР и УССР Черновицкого университета.
В 1970—1978 годах работал старшим научным сотрудником отдела истории Северной Буковины и конкретных социальных исследований Института истории АН УССР в Черновцах. За период работы на Буковине открыл около 2000 археологических памятников от стоянок палеолита до позднего средневековья.
В 1978—1983 годах — научный сотрудник во вновь созданном Институте социальных и экономических проблем зарубежных стран АН УССР.
В 1983 году в Институте археологии АН СССР защитил докторскую диссертацию на тему «Общинный строй восточных славян VI—X веков (по археологическим данным Южной Буковины)». С 1983 года — ведущий научный сотрудник сектора славяно-русской археологии Института археологии АН СССР.
В 1984—1997 годах — ведущий научный сотрудник Института археологии АН СССР (с 1992 года — Института археологии Российской академии наук).
В Москве во время Горбачёвской перестройки стал одним из организаторов украинского культурного общества «Славутич» и Украинского исторического клуба.
От второго инсульта умер в Черновцах и похоронен там же (на кладбище по ул. Русской, рядом с первой женой — Марией Васильевной).

## Память
Одна из улиц г. Черновцы названа его именем.

## Работы
Автор более 170 научных и 20 научно-популярных работ.
- «И. Н. Русанова, Б. А. Тимощук», «Древнерусское Поднестровье». Историко-краеведческие очерки. — Ужгород: Карпаты, 1981.
- «И. Н. Русанова, Б. А. Тимощук», «Роль огня, хлеба и хлебных печей».
- «И. Н. Русанова», «Священные колодцы».
- «И. Н. Русанова, Б. А. Тимощук», «Славянские святилища на Среднем Днестре и в бассейне Прута» // Сов. археология, 1983, № 4.
- «И. Н. Русанова, Б. А. Тимощук», «Кодын — славянские поселения V—VIII вв. на р Прут». — М., 1984.
- «И. Н. Русанова, Б. А. Тимощук», «Збручское святилище». // Советская археология, 1986, № 4.
- «Восточнославянская община VI—X вв. н. э.» — М., 1990.
- «Восточные славяне: от общины к городам». — М., 1995.
- «И. Н. Русанова», «Истоки славянского язычества. Культовые сооружения Центральной и Восточной Европы в I тыс. к н. э. — I тыс. н. э.» — Черновцы: Прут, 2002.
- «И. Н. Русанова, Б. А. Тимощук», «Языческие святилища древних славян». — 1-е изд. 1993; 2-е изд., испр. — М.: Ладога-100, 2007. 304 с.
- Дорогами предков. — Ужгород, 1966.
- Северная Буковина: Земля славянская. — Ужгород, 1969.
- Северная Буковина, её прошлое и настоящее. — Ужгород. — 1969 (в соавторстве).
- История городов и сел Украинской ССР: В 26 т. Черновицкая область. — Киев, 1969 (в соавторстве).
- Археологические памятники Черновицкой области. — Черновцы, 1970.
- Советская Буковина. Справочник-путеводитель. — Ужгород, 1970.
- Хотин. Путеводитель. — Ужгород, 1972.
- Встреча с легендой. — Ужгород, 1974.
- Славянские грады Северной Буковины. — Ужгород, 1975.
- Славяне Северной Буковины в V—IX ст. — Киев, 1976.
- Древнерусская Буковина (X — первая пол. XIV ст.). — Киев, 1982.
- Восточные славяне VII—X вв.: полюдье, язычество, истоки государства. — Черновцы, 1999.